# 李溪 (阿肯色州)
李溪（英語：Lee Creek）是位於美國阿肯色州克勞福德縣的一個非建制地區。

## 地理
李溪所處的海拔為高於海平面225米（即738英呎），而該地所採用的時區為UTC-6，即北美中部時區（CST）。同時該地設有夏令時間，為UTC-6調快一小時，即UTC-5（CDT）。